# Ochodaeus coomani
Ochodaeus coomani is een keversoort uit de familie Ochodaeidae. De wetenschappelijke naam van de soort is voor het eerst geldig gepubliceerd in 1945 door Paulian.